# Landskrona
Landskrona je město v kraji Skåne na jihu Švédska. Žije zde asi 29 000 obyvatel.

## Historie

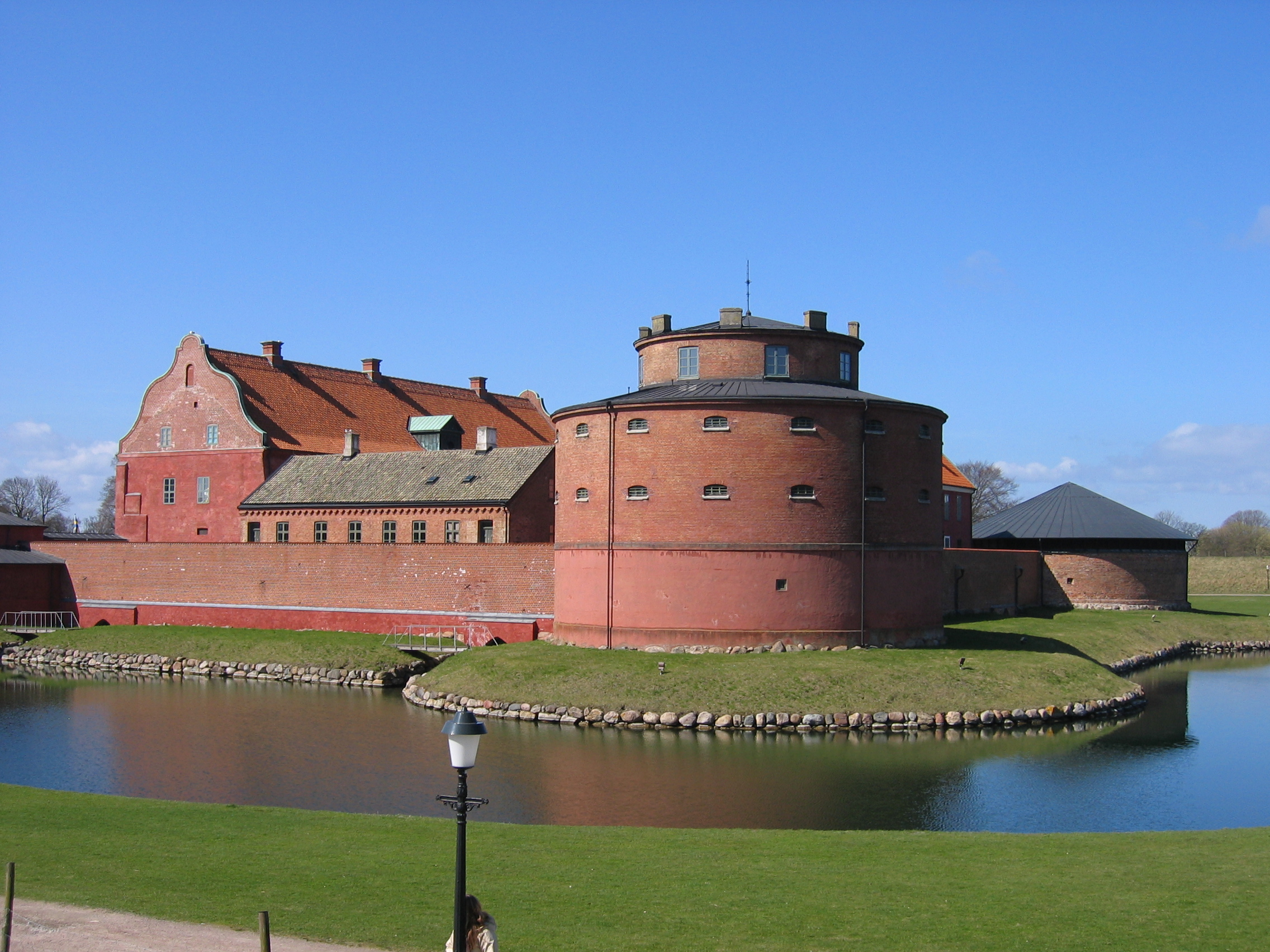
Citadela v Landskroně

Město Landskrona (v té době spadalo pod Dánsko) bylo založeno jako nejlepší přírodní přístav. Král Eric Pomořanský jej využil jako město s protihanzovní politikou, jejímž cílem bylo konkurovat dánským městům pod kontrolou Hanzy. Angličtí kupci dostali privilegia královským rozhodnutí roku 1412 a město dostalo královská práva roku 1413. Landskrona byla vypálena Hanzovním spolkem v roce 1428. Roku 1410 zde byl založen Karmelitánský klášter.
Když byla Scania postoupena Švédsku v roce 1658, tak dobrý přístav a pevnost byly důvodem pro to, aby se Landskrona stala obchodním centrem nabytých území a i pro zahraniční obchod. Hrad byl posílen baštami, oblast uvnitř příkopu byla rozšířena na 400x400 metrů, hrad byl považován za největší a nejmodernější ve Skandinávii, ale byl dočasně ztracen, když jej Dánové po krátkém obléhání 8. července - 2. srpna 1676 získali. Velitel plukovník Lindeberg Hieronymus byl následně odsouzen k smrti jako vlastizrádce. (zřejmě jim otevřel)
Jakékoliv další plány prosadit Landskronu nejdůležitějším městem jihu se nenaplnily. Pokračující švédsko-dánské války upřednostňovaly Karlskronu Karlskrona, které se nacházelo v bezpečnější vzdálenosti od Dánska, a nahradilo Landskronu jako vojenskou základnu. Malmö zůstalo nejdůležitějším obchodním městem, i když opevnění Landskrony byly značně rozšířeno mezi roky 1747 a 1788. Vojenská posádka zde byla zrušena v roce 1869. Zdi a příkopy z opevnění jsou dnes využívány jako rekreační oblast, běžně známá jako Landskronská Citadela.

## Doprava

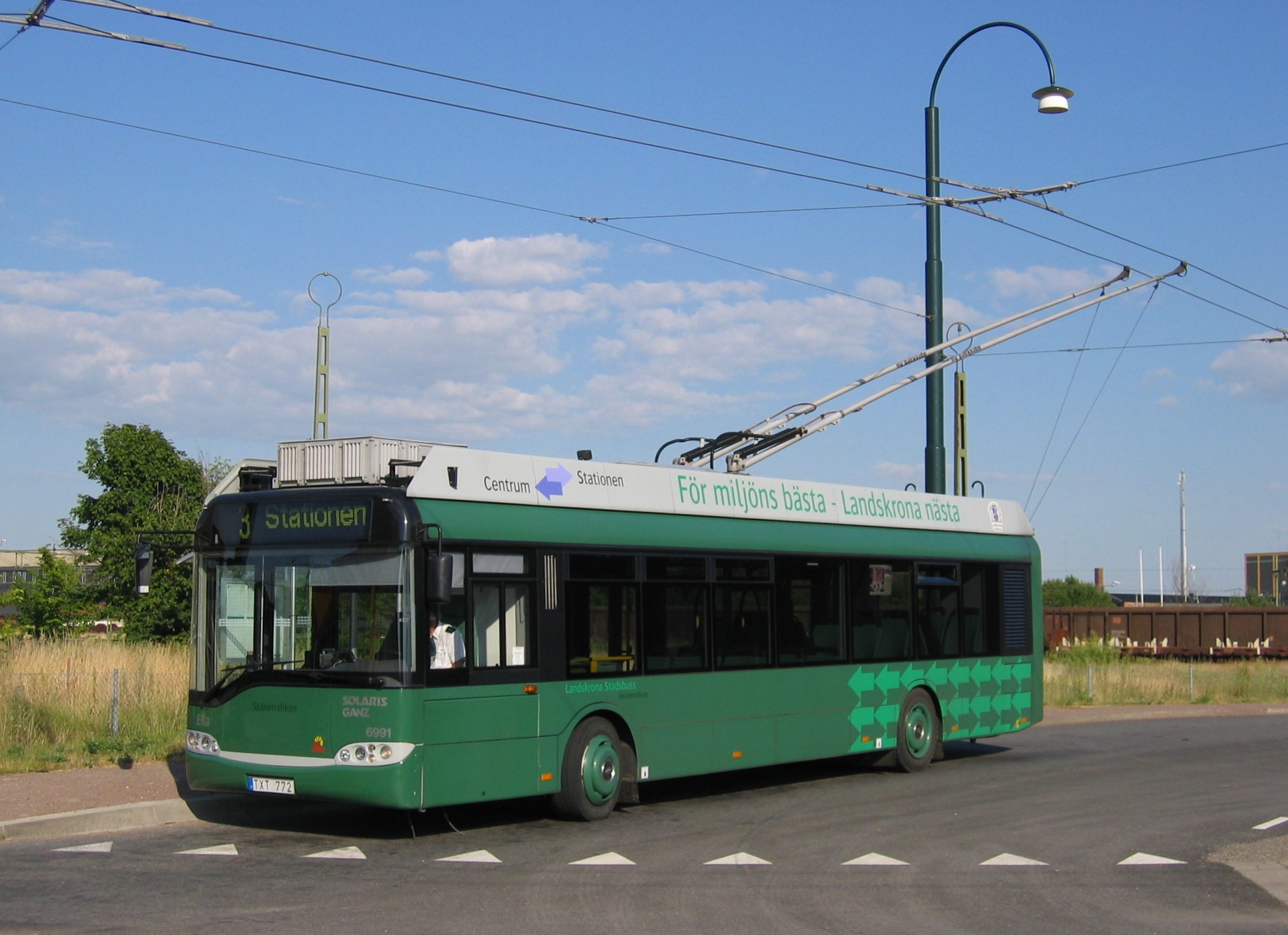
Trolejbus

Od ledna 2001 má Landskrona nové nádraží na hlavní trati mezi Malmö a Göteborgem podél západního pobřeží Švédska. Došlo ke spojení nového nádraží a centra města trolejbusy od 27. září 2003. Landskrona je nyní jediným městem ve Švédsku, které trolejbusy provozuje.

## Sport
Ve městě působí fotbalový klub Landskrona BoIS.